# Syrphophagus mercetii
Syrphophagus mercetii är en stekelart som först beskrevs av Masi 1926.  Syrphophagus mercetii ingår i släktet Syrphophagus och familjen sköldlussteklar. Inga underarter finns listade i Catalogue of Life.